# Fresno de la Fuente
Fresno de la Fuente er en by og kommune i det centrale Spanien i provinsen Segovia. Den har et indbyggertal på 77 (2024) indbyggere.